# Lijst van gemeentelijke monumenten in Bennebroek
De plaats Bennebroek, onderdeel van de gemeente Bloemendaal, kent 32 gemeentelijke monumenten:
| Object                                  | Bouwjaar                                         | Architect                                    | Locatie                 | Coördinaten                   | Nr.        | Afbeelding                            |
| --------------------------------------- | ------------------------------------------------ | -------------------------------------------- | ----------------------- | ----------------------------- | ---------- | ------------------------------------- |
| Woonhuis Villa De Lijsterhof            | omstreeks 1890                                   |                                              | Bennebroekerlaan 10     | 52° 19' 24" NB, 4° 35' 55" OL | 0377/WN001 | Upload foto                           |
| Woonhuis Villa Eikenhorst               | 1933                                             | J. van de Rotte                              | Bennebroekerlaan 12     | 52° 19' 23" NB, 4° 35' 56" OL | 0377/WN002 | Woonhuis Villa Eikenhorst             |
| Woonhuis Huisje van Loeff               | begin 19de eeuw                                  |                                              | Bennebroekerlaan 20     | 52° 19' 21" NB, 4° 35' 58" OL | 0377/WN003 | Upload foto                           |
| Dubbel woonhuis                         | omstreeks 1850                                   |                                              | Bennebroekerlaan 25-27  | 52° 19' 22" NB, 4° 35' 53" OL | 0377/WN004 | Dubbel woonhuis                       |
| Woonhuis                                | begin 19de eeuw                                  |                                              | Bennebroekerlaan 29     | 52° 19' 22" NB, 4° 35' 55" OL | 0377/WN005 | Woonhuis                              |
| Woonhuis Vrede-oord                     | omstreeks 1850                                   |                                              | Bennebroekerlaan 31-33  | 52° 19' 21" NB, 4° 35' 55" OL | 0377/WN006 | Woonhuis Vrede-oord                   |
| Woonhuis met schuur Huize Flora         | tweede helft 19de eeuw                           |                                              | Bennebroekerlaan 43     | 52° 19' 20" NB, 4° 35' 58" OL | 0377/WN007 | Woonhuis met schuur Huize Flora       |
| Voormalige trambrug                     | 1932                                             |                                              | Bennebroekerlaan t/o 43 |                               | 0377/WN008 | Upload foto                           |
| Voormalig postkantoor                   | 1899                                             |                                              | Bennebroekerlaan 93     | 52° 19' 16" NB, 4° 36' 3" OL  | 0377/WN009 | Voormalig postkantoor                 |
| Koetshuis Huis te Bennebroek            | 19de eeuw                                        |                                              | Binnenweg 2-4           | 52° 19' 21" NB, 4° 36' 12" OL | 0377/WN010 | Upload foto                           |
| Woonhuis                                | 1945 (voorgevel), 17de-eeuwse kern               | W.J. Pieterse (voorgevel)                    | Binnenweg 10            | 52° 19' 18" NB, 4° 36' 7" OL  | 0377/WN011 | Woonhuis                              |
| Begraafplaats met graf van A.S. Talma   | 1679 en later                                    | Dirk Wolbers (1890-1957, grafmonument Talma) | Binnenweg 67            | 52° 19' 22" NB, 4° 36' 6" OL  | 0377/WN012 | Begraafplaats met graf van A.S. Talma |
| Dubbel woonhuis                         | ca 1928                                          | A. Hartogh (waarschijnlijk)                  | Grote Sparrenlaan 2-4   | 52° 19' 12" NB, 4° 35' 32" OL | 0377/WN013 | Upload foto                           |
| R.K. St. Franciscusbasisschool          | 1928-1929                                        | N.J. Nijman                                  | Kerklaan 6              | 52° 19' 12" NB, 4° 36' 7" OL  | 0377/WN014 | R.K. St. Franciscusbasisschool        |
| Pastorie van de St. Jozefkerk           | 1899                                             | Nicolaas Nelis                               | Kerklaan 9              | 52° 19' 10" NB, 4° 36' 3" OL  | 0377/WN015 | Pastorie van de St. Jozefkerk         |
| R.K. St. Jozefkerk                      | 1900                                             | Nicolaas Nelis                               | Kerklaan 11             | 52° 19' 10" NB, 4° 36' 3" OL  | 0377/WN016 | R.K. St. Jozefkerk                    |
| Woonhuis Villa Sparrenduin              | 1922/1929                                        | T.M.H. Van Waveren (waarschijnlijk)          | Kleine Sparrenlaan 1    | 52° 19' 19" NB, 4° 35' 39" OL | 0377/WN017 | Upload foto                           |
| Kleine Sparrenlaan 22                   | 1922                                             | J. Wildeboer                                 | Kleine Sparrenlaan 22   | 52° 19' 17" NB, 4° 35' 49" OL | 0377/WN019 | Upload foto                           |
| Woonhuis (nr. 3) / werkplaats (nr. 3A)  | 1844 (nr 3) / 1910, met 18de-eeuwse kern (nr 3A) |                                              | Reek 3-3A               | 52° 19' 16" NB, 4° 36' 7" OL  | 0377/WN020 | Upload foto                           |
| Woonhuis Villa Mahema                   | 1925/1926                                        | L.A. van Essen                               | Rijksstraatweg 42       | 52° 19' 22" NB, 4° 35' 39" OL | 0377/WN021 | Woonhuis Villa Mahema                 |
| Voormalig raadhuis                      | 1894                                             | F.G.N. Haitsma Mulier (1845-1910)            | Rijksstraatweg 43       | 52° 19' 31" NB, 4° 35' 43" OL | 0377/WN022 | Voormalig raadhuis                    |
| Woonhuis Villa Benett Home              | 1920                                             | Houtbouwsysteem Bennett Homes                | Rijksstraatweg 46       | 52° 19' 20" NB, 4° 35' 38" OL | 0377/WN023 | Woonhuis Villa Benett Home            |
| Woonhuis                                | ca 1900                                          |                                              | Rijksstraatweg 75       | 52° 19' 24" NB, 4° 35' 38" OL | 0377/WN024 | Woonhuis                              |
| Basisschool Willinkschool               | 1894                                             | J.A.G. van der Steur (1865-1945)             | Rijksstraatweg 87-89    | 52° 19' 18" NB, 4° 35' 32" OL | 0377/WN025 | Basisschool Willinkschool             |
| Dubbel woonhuis                         | ca 1890                                          |                                              | Rijksstraatweg 93-95    | 52° 19' 13" NB, 4° 35' 29" OL | 0377/WN026 | Dubbel woonhuis                       |
| Psychiatrische inrichting - hoofdgebouw | 1927 en later                                    | A.T. Kraan                                   | Rijksstraatweg 113      | 52° 19' 5" NB, 4° 35' 17" OL  | 0377/WN027 | Upload foto                           |
| Beukenhorst/Lokhorst                    | 1927                                             | A. T. Kraan                                  | Rijksstraatweg 113      |                               | 0377/WN030 | Upload foto                           |
| kerk                                    | 1932                                             | A. T. Kraan                                  | Rijksstraatweg 113      |                               | 0377/WN031 | Upload foto                           |
| directiekeet                            | 1927                                             | A. T. Kraan                                  | Rijksstraatweg 113      |                               | 0377/WN032 | Upload foto                           |
| Watertoren Vogelenzang                  |                                                  |                                              | Rijksstraatweg 113      |                               | 0377/WN033 | Watertoren Vogelenzang                |
| Luciaklooster                           | 1895-1896                                        | Nicolaas Nelis                               | Schoollaan 70           | 52° 19' 8" NB, 4° 36' 1" OL   | 0377/WN028 | Upload foto                           |
| Appartementengebouw                     | ca 1850                                          | N.J. Nijman (verbouw 1926)                   | Schoollaan 72 A-F       | 52° 19' 11" NB, 4° 35' 53" OL | 0377/WN029 | Upload foto                           |